# Garrotxa

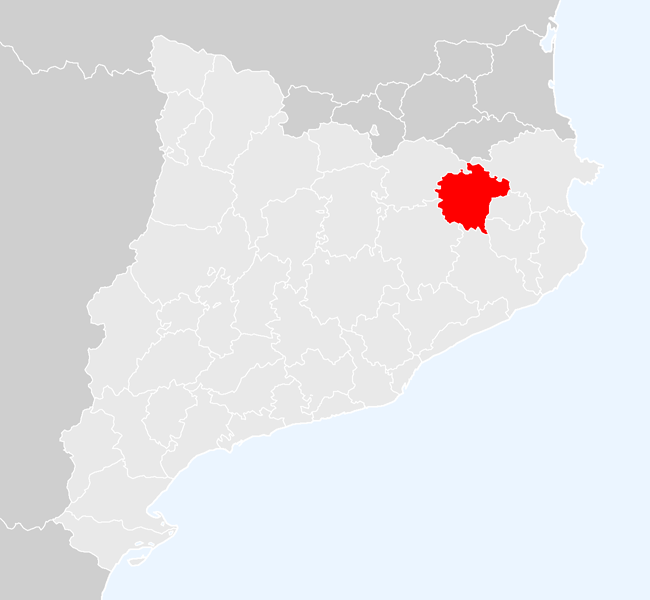
Localização da Garrotxa, na Catalunha.

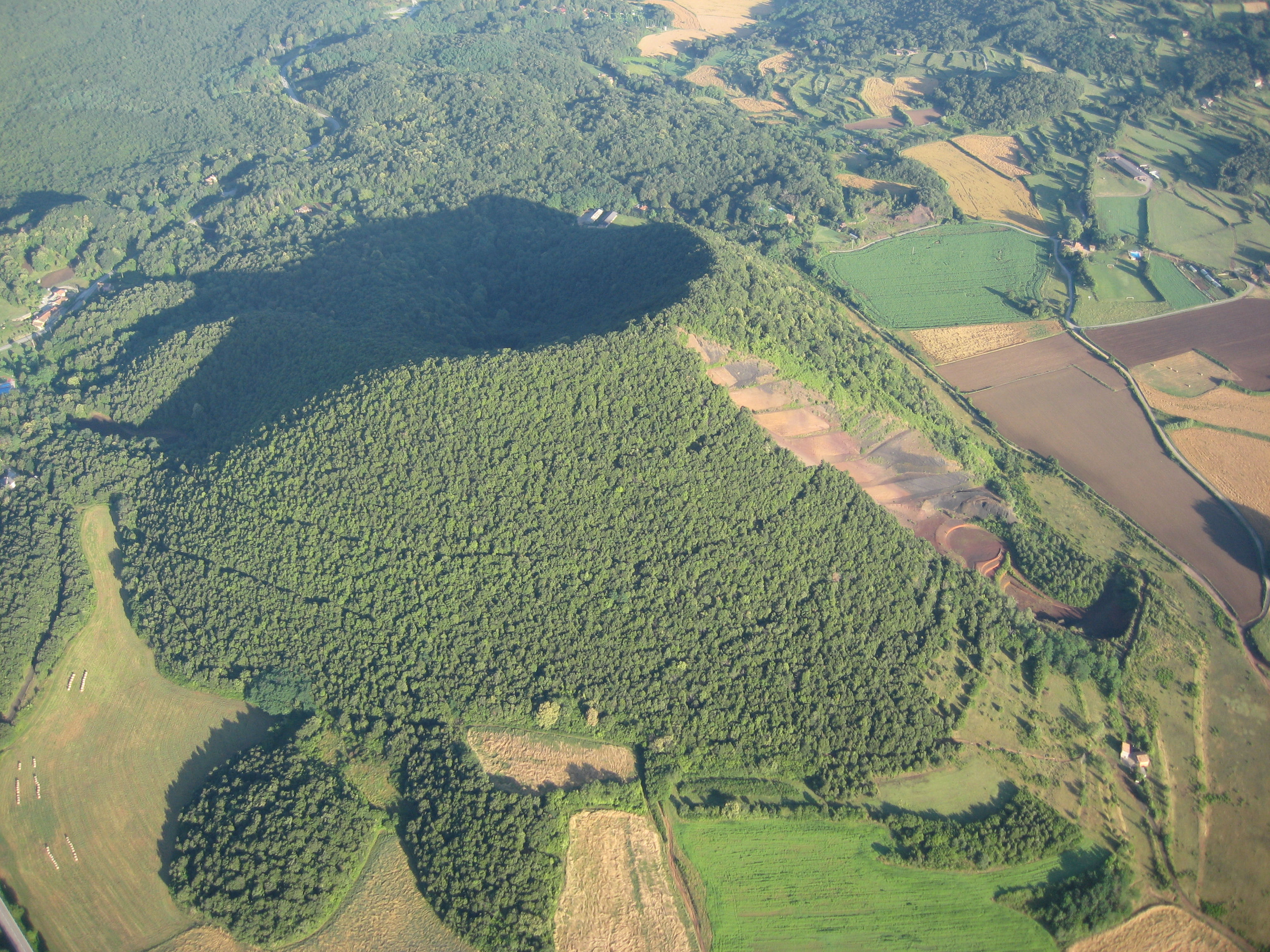
Vulcão Croscat

Garrotxa é uma região (comarca) da Catalunha. Abarca uma superfície de 735,39 quilômetros quadrados e possui uma população de 53.507 habitantes.

## Subdivisões
A comarca da Garrotxa subdivide-se nos seguintes 21 municípios:
- Argelaguer
- Besalú
- Beuda
- Castellfollit de la Roca
- Maià de Montcal
- Mieres
- Montagut i Oix
- Olot
- Les Planes d'Hostoles
- Les Preses
- Riudaura
- Sales de Llierca
- Sant Aniol de Finestres
- Sant Feliu de Pallerols
- Sant Ferriol
- Sant Jaume de Llierca
- Sant Joan les Fonts
- Santa Pau
- Tortellà
- La Vall de Bianya
- La Vall d'en Bas